# Kanel
Kanel (Cinnamomum verum, synonym: Cinnamomum zeylandicum) er et 10 til 15 meter højt, stedsegrønt træ og et krydderi, der kommer fra træets inderste bark. De fleste kaneltræer vokser i Sri Lanka og har 7–18 cm lange, ovale blade. Blomsterne har en grønlig farve og en meget utiltalende lugt. Kanelfrugten er et lilla bær, cirka 1 cm i diameter, der indeholder et enkelt frø.

## Oprindelse
Den bedste kanel kommer fra Sri Lanka, hvor træet har hjemme, men den bliver også dyrket på Sumatra og Java, i Brasilien og i Egypten. Sri Lankansk kanel af god kvalitet er meget tynd og glat bark, med en lys gul-brun farve og med en meget stærk, og dog blid og rund lugt, og en sød, rund, varm og aromatisk smag. Den kommer fra en aromatisk olie, som udgør op til 1% af kanelbarken.
Det var kanel, der bragte hollænderne til Sri Lanka, hvor de grundlagde en handelsstation i 1638. Som en hollandsk kaptajn skriver: "Kysterne af øen er fulde af det, og det er det bedste i hele Østen: når vinden står rigtigt, kan man lugte kanelet 24 mil til havs" (Braudel 1984, Side 215).

## Kvalitetskontrol
Da cassia el. cassia-kanel (Cinnamomum cassia) er meget billigere end kanel, bliver det ofte brugt i stedet for, selv om smagen er mere harsk. Når den er hel, er det let at se forskel på de to slags bark især under et mikroskop. Når kanel bliver behandlet med jod, er der ingen effekt, så længe kanelen er af god kvalitet, mens cassia får en mørk blå farve.[kilde mangler]

## Anvendelse
Kanel bliver i den vestlige madtradition primært anvendt i madlavning som krydderi, både i hovedretter og til desserter og søde sager. Kanel bliver brugt i risengrød, nogle former for chokolade og likører og ofte i retter med æbler. Det anvendes også som topping på cappuccino. Medicinsk bliver det anvendt som andre flygtige olier, og har ry som en god kur mod forkølelser.[kilde mangler] Den stærke smag og lugt kommer fra stoffet cinnaminaldehyd.
Kanel er ikke vandopløseligt,[kilde mangler] så det er i praksis umuligt at spise en ske kanel. Modsat andre fødevarer opløses det ikke i spyttet. Den 4-årige Matthew Rader blev kvalt, da han fik kanel ned i lungerne. 
Den såkaldte cassia-kanel, der ikke er den ægte, indeholder et giftigt stof kumarin, der i større mængder kan give leverskader. Derfor har flere fødevaremyndigheder advaret mod overforbrug.
Det er bevist, at en halv teskefuld kanel om dagen sænker blodsukkerniveauet markant, og det kan derfor være godt for diabetikere og andre med blodsukkerproblemer. 
Det er helt på grænsen for anbefalet daglig mængde. En teske kanel vejer 2,7 gram. Med tanke på leverskader må en voksen ikke indtage mere end 1,4 g kanel dagligt. 

## Fodnoter
1. ↑  Four-year-old Kentucky boy killed after inhaling cinnamon he found in kitchen cabinet | Daily Mail Online
2. ↑  "Kumarin i kanel". Arkiveret fra originalen 27. november 2013. Hentet 25. november 2013.
3. ↑  "Få styr på sukkertrangen! SlankeDoktor.dk". Arkiveret fra originalen 2. april 2015. Hentet 8. april 2015.
4. ↑  Khan, et al. (2003). "Cinnamon Improves Glucose and Lipids of People With Type 2 Diabetes". Diabetes Care 26, 3215–3218.
5. ↑  Matportalen er lagt ned og innholdet flyttet | Mattilsynet